# Buldócer

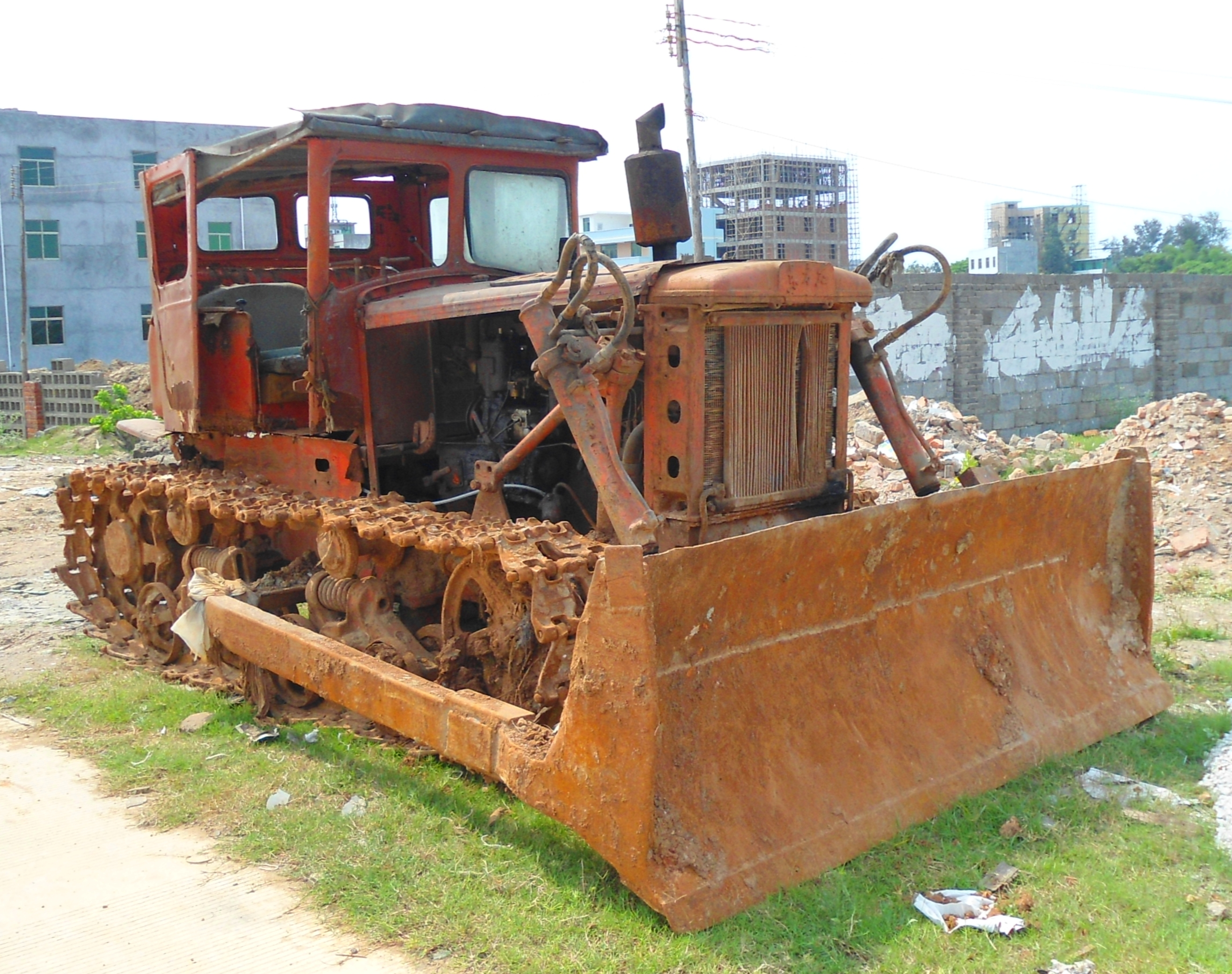
Un tractor del primer modelo 东方红 Dōngfāng Hóng (de la compañía First Tractor Company), aún operativo en 2012, en la isla de Xinbu, provincia de Hainan, China.

El buldócer o bulldozer (del inglés: ‘niveladora’)[cita requerida] es un tipo de topadora que se utiliza principalmente para el movimiento de tierras en trabajos de excavación.
Aunque la cuchilla permite un movimiento vertical de elevación, con esta máquina no es posible cargar materiales sobre camiones o tolvas ni conducción en línea recta, por lo que el movimiento de tierras lo realiza por arrastre.

## Historia

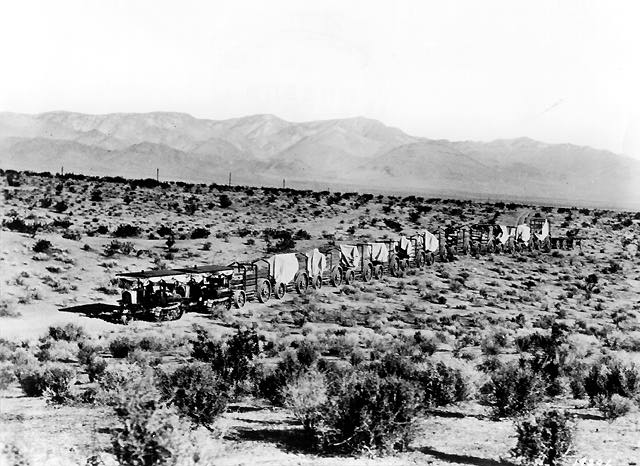
Dos tractores Holt 45 de oruga continua con motor a gas hacen equipo para tirar de una larga caravana en el desierto de Mojave durante la construcción del acueducto de Los Ángeles en 1909.

Los primeros bulldozers fueron una adaptación de los tractores agrícolas de Holt que se utilizaban para arar los campos. Su aparición exacta en el tiempo es un poco oscura, pero en 1713, el francés M. D’Hermand propuso un tractor de este tipo traccionado por cabras. Hubo que esperar a 1770 para que Richard Lovell Edgeworth patentara el sistema pero propulsado a vapor. 
Otros inventos posteriores que mejoraron el sistema fue el desarrollado en 1826 por George Calley, unas orugas a las que denominó “sistema de tracción continua”. Otro invento, el denominado “carruaje con orugas movibles”, fue obra de Dmitri Zagryazhski, pero no pasó de ser un dibujo sobre un papel. Otra patente fue la de James Boydell, que registró “una rueda de vía férrea sin fin”. 
En la Guerra de Crimea (1853-1856) ya se usaron los primeros tractores de este tipo propulsados a vapor. En 1877, Fiódor Blinov creó un vehículo al que denominó “carromato movido sobre raíles sin fin”. Aunque era un vehículo arrastrado por caballos, al año siguiente patentó el mismo vehículo autopropulsado a vapor. Años más tarde, entre 1881 y 1888 desarrolló dicho vehículo. Otra patente es la de Bramah Joseph Diplock, que inventó en 1903 un sistema curioso de tracción sobre martillos pedrail wheel, capaz incluso de subir escaleras. Sin embargo, hay que adentrarse en el siglo XX para que Alvin Orlando Lombard introdujera, en 1901, las orugas en vehículos para mejorar la tracción sobre la nieve. Era una especie de arrastrador de troncos accionado a vapor, con aspecto de locomotora. Posteriormente, estas máquinas acabaron accionándose mediante motores de combustión interna. Aunque esta tentativa se alejó del resultado final que conocemos hoy día. 
La versatilidad de los tractores en terrenos blandos para la tala de árboles y la construcción de carreteras contribuyó al desarrollo del tanque blindado en la Primera Guerra Mundial. Hacia 1920 fue cuando ya se montan las primeras hojas sobre tractores de cadenas. En 1925, año en que se fundó la empresa Caterpillar, se fabrica la primera hoja de empuje de mando hidráulico, sin buenos resultados, por lo que siguió utilizando un sistema de cabrestante, cables, etcétera. Es en el año 1929 cuando se empezó a fabricar el primer modelo de bulldozer, en donde el conductor iba sentado en la parte de arriba sin una cabina cerrada que lo protegiera. Hoy todos los modelos modernos ya incluyen una cabina para seguridad del conductor.
En 1923, el agricultor James Cummings y el dibujante J. Earl McLeod realizaron los primeros diseños del bulldozer.  Una réplica está expuesta en el parque de la ciudad de Morrowville, Kansas, donde ambos construyeron el primer bulldozer. El 18 de diciembre de 1923, Cummings y McLeod registraron la patente estadounidense nº 1.522.378 que posteriormente se emitió el 6 de enero de 1925, para un "accesorio para tractores. "
En la década de 1920, los vehículos de oruga se hicieron comunes, en particular el Caterpillar 60. Los vehículos con ruedas de goma empezaron a utilizarse en la década de 1940. Para cavar canales, levantar presas de tierra y realizar otros trabajos de movimiento de tierras, estos tractores estaban equipados con una gran placa metálica gruesa en la parte delantera. (La cuchilla adquirió su forma curva más tarde). En algunos de los primeros modelos, el conductor se sentaba en la parte superior al aire libre, sin cabina. Los tres tipos principales de cuchillas de bulldozer son una cuchilla en U para empujar y transportar tierra a distancias relativamente largas, una cuchilla recta para "derribar" y esparcir montones de tierra, y un rastrillo para eliminar la maleza y las raíces. Estos implementos (construidos en casa o por pequeños fabricantes de implementos para tractores de ruedas y orugas y camiones) aparecieron en 1929.
La aceptación generalizada de la bull-grader no parece aparecer antes de mediados de la década de 1930. La adición de la fuerza de descenso proporcionada por los cilindros hidráulicos en lugar de sólo el peso de la cuchilla las convirtió en la máquina de excavación preferida por los contratistas grandes y pequeños por igual en la década de 1940, momento en el que el término "bulldozer" se refería a toda la máquina y no sólo al accesorio.
Con el paso de los años, los bulldozers se hicieron más grandes y más potentes en respuesta a la demanda de equipos adecuados para los movimientos de tierra (ingeniería) más grandes. Empresas como Caterpillar, Komatsu, Clark Equipment Co, Case, Euclid, Allis Chalmers, Liebherr, LiuGong, Terex, Fiat-Allis, John Deere, Massey Ferguson, BEML, XGMA, e International Harvester fabricaban grandes máquinas de movimiento de tierras de tipo oruga. R.G. LeTourneau y Caterpillar fabricaban grandes bulldozers con ruedas de goma.
Los bulldozers se hicieron más sofisticados con el paso del tiempo. Las mejoras incluyen transmisiones análogas (en los automóviles) a una transmisión automática en lugar de una transmisión manual, como los primeros Euclid C-6 y TC-12 o el modelo C Tournadozer, el movimiento de las cuchillas controlado por cilindros hidráulicos o motores eléctricos en lugar del cabrestante/freno de los primeros modelos, y el control automático de la pendiente. Los cilindros hidráulicos permitían la aplicación de fuerza descendente, una manipulación más precisa de la hoja y controles automatizados.
En el nevado invierno de 1946-47 en el Reino Unido, un bulldozer que remolcaba un gran trineo con las provisiones necesarias abasteció al menos a un pueblo aislado que se estaba quedando sin alimentos.
Una innovación más reciente es el equipamiento de las excavadoras con tecnología GPS, como la fabricada por Topcon Positioning Systems, Inc., Trimble Inc, o Leica Geosystems, para el control preciso de la pendiente y la construcción (potencialmente) "sin estacas". Como respuesta a las numerosas y a menudo variadas afirmaciones sobre estos sistemas, el Informe Kellogg publicó en 2010 una comparación detallada de los sistemas de todos los fabricantes, en la que se evaluaban más de 200 características sólo de los bulldozers.
El fabricante más conocido de bulldozers es Caterpillar. Komatsu Limited, Liebherr, Case y John Deere son competidores actuales. Aunque estas máquinas empezaron como tractores agrícolas modificados, se convirtieron en el pilar de los grandes proyectos de construcción civil y llegaron a ser utilizados por las unidades de construcción militares de todo el mundo. El modelo más conocido, el Caterpillar D9, también se utilizó para la limpieza de minas terrestres y la demolición de estructuras enemigas.

## Descripción
Normalmente, los bulldozers son grandes y potentes equipos pesados con orugas. Las orugas les proporcionan una excelente tracción y movilidad por terrenos muy accidentados. Las orugas anchas también ayudan a distribuir el peso del vehículo sobre una gran superficie (disminuyendo la presión sobre el suelo), evitando así que se hunda en terrenos de arena o barro. Las orugas extra anchas se conocen como orugas de pantano o de baja presión sobre el suelo. Los bulldozers tienen sistemas de transmisión diseñados para aprovechar el sistema de orugas y proporcionar una excelente tracción.
Estas características permiten que los bulldozers destaquen en la construcción de carreteras, construcción, minería, silvicultura, limpieza de terrenos, desarrollo de infraestructuras y cualquier otro proyecto que requiera un equipo de movimiento de tierras altamente móvil, potente y estable.
Una variante es el bulldozer con ruedas de tracción total, que generalmente tiene cuatro grandes ruedas de goma, dirección hidráulica dirección articulada, y una cuchilla de accionamiento hidráulico montada delante de la junta de articulación.
Las herramientas principales del bulldozer son la cuchilla y el arrancador:

### Cuchilla

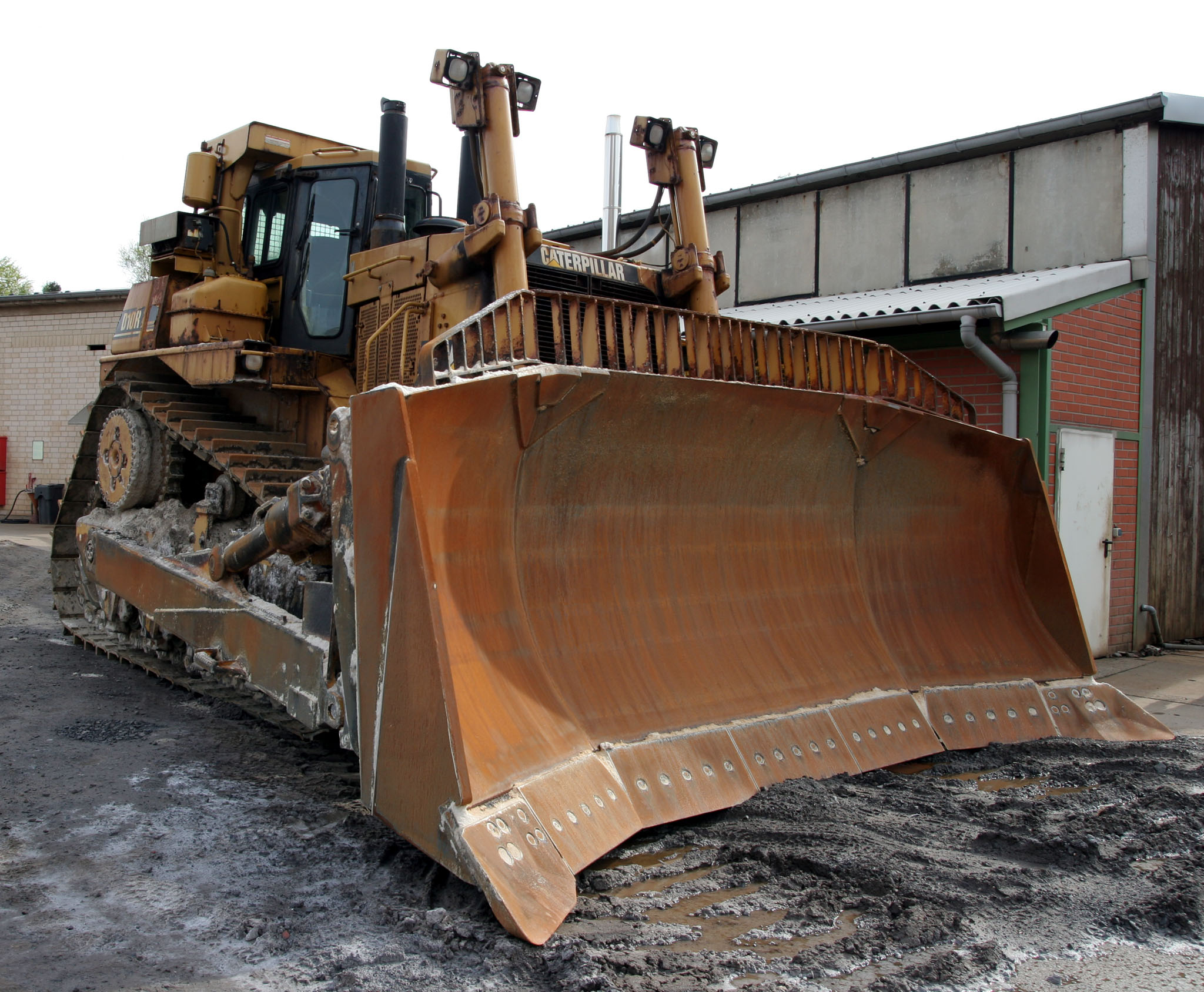
Cuchilla de bulldozer

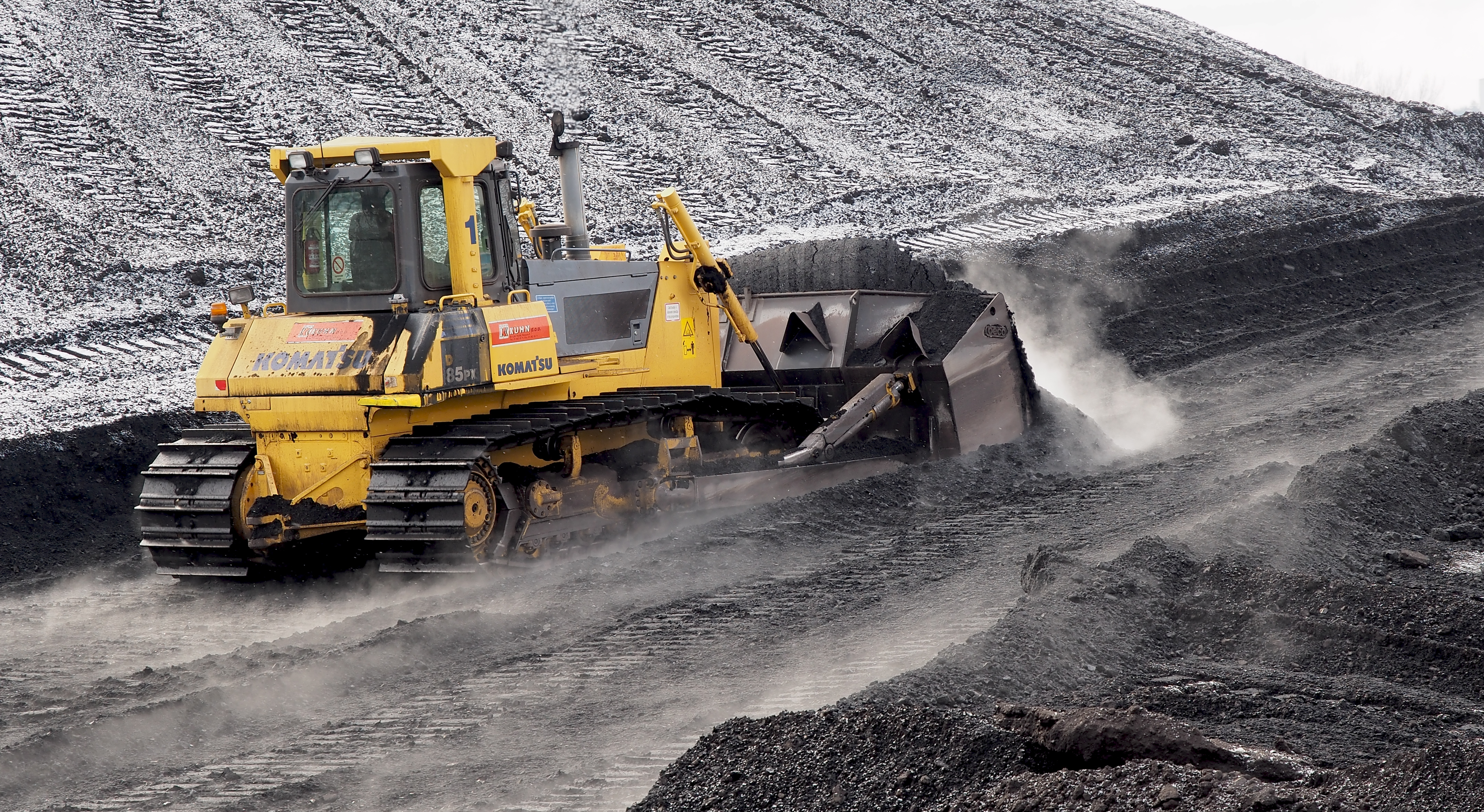
Bulldozer Komatsu empujando hasta 7 m^{3} con una cuchilla semi-U inclinable.

Existen 3 tipos distintos de cuchillas de bulldozer:
- Plana ("cuchilla S"), corta sin curva lateral curve ni aletas a los costados. Se puede usar para trabajos de repaso.
- Universal ("cuchilla U"), alta y muy curvada, con grandes aletas laterales para maximizar la carga.
- Combinada ("S-U", o semi-U), más corta, con menor curvatura y aletas laterales más pequeñas. Por lo general se utiliza para empujar grandes rocas, como en una cantera.

Las cuchillas se pueden ubicar en forma perpendicular al chasis o en ángulo. Todas pueden tener cilindros hidráulicos, algunas se pueden inclinar para variar el ángulo hacia un lado.
A veces, un bulldozer se utiliza para empujar o tirar de otra pieza de equipo de movimiento de tierras conocida como "rascador" para aumentar la productividad. El rascador Fresno remolcado, inventado en 1883 por James Porteous, fue el primer diseño que permitió hacer esto de forma económica, retirando la tierra de una zona que se estaba cortando y depositándola donde se necesitaba como relleno. Las cuchillas topadoras con una sección central reforzada para empujar se conocen como "hojas de toro".
Las cuchillas topadoras se añaden a los vehículos de ingeniería de combate y a otros equipos militares, como los tractores de artillería como el Tipo 73 o el Tractor M8, para despejar los obstáculos del campo de batalla y preparar las posiciones de tiro. Las palas topadoras pueden montarse en los carros de combate principales para despejar obstáculos antitanque o minas, y cavar refugios improvisados.

### Dientes arrancadores

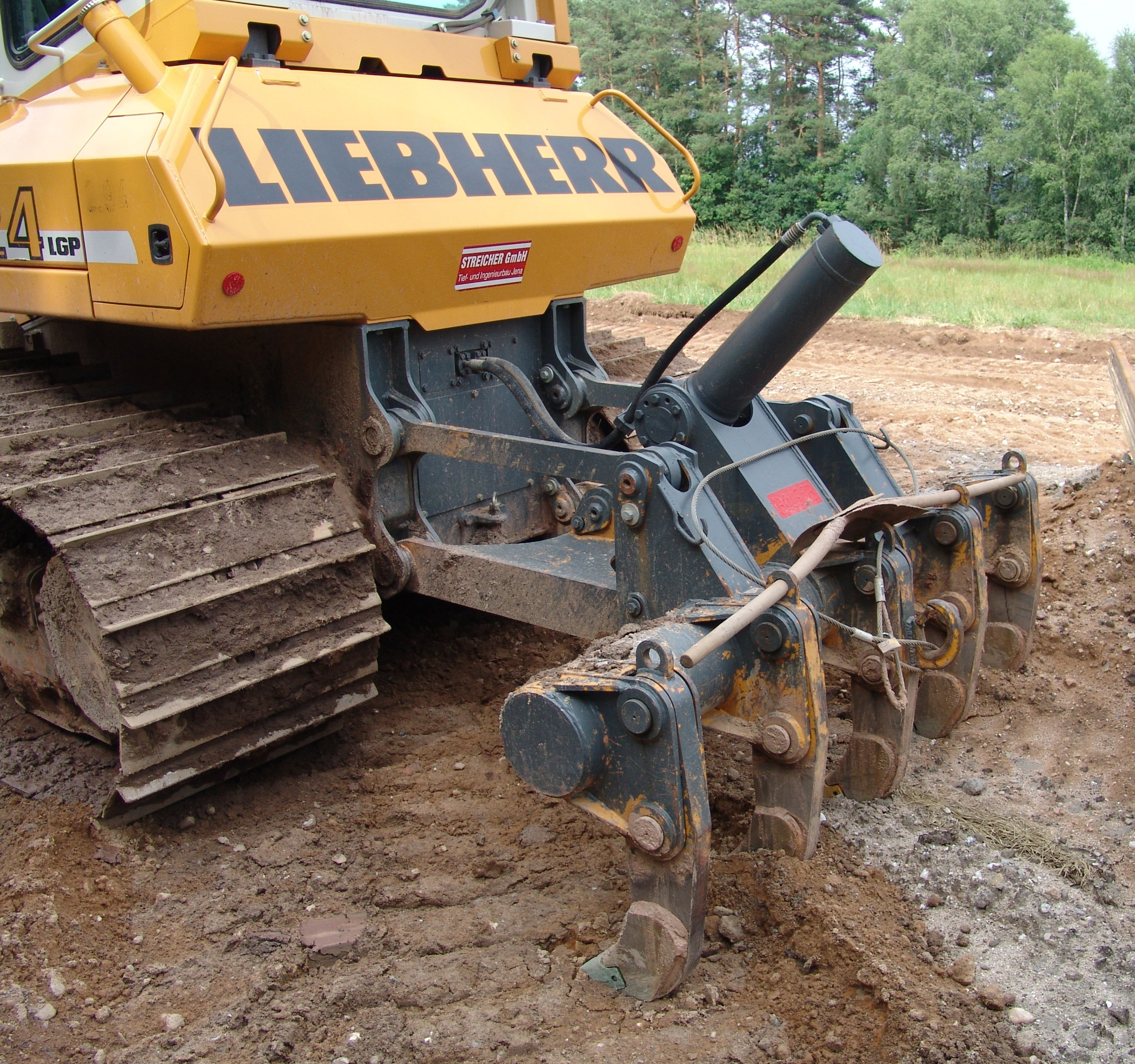
Sistema de múltiples dientes arrancadores.

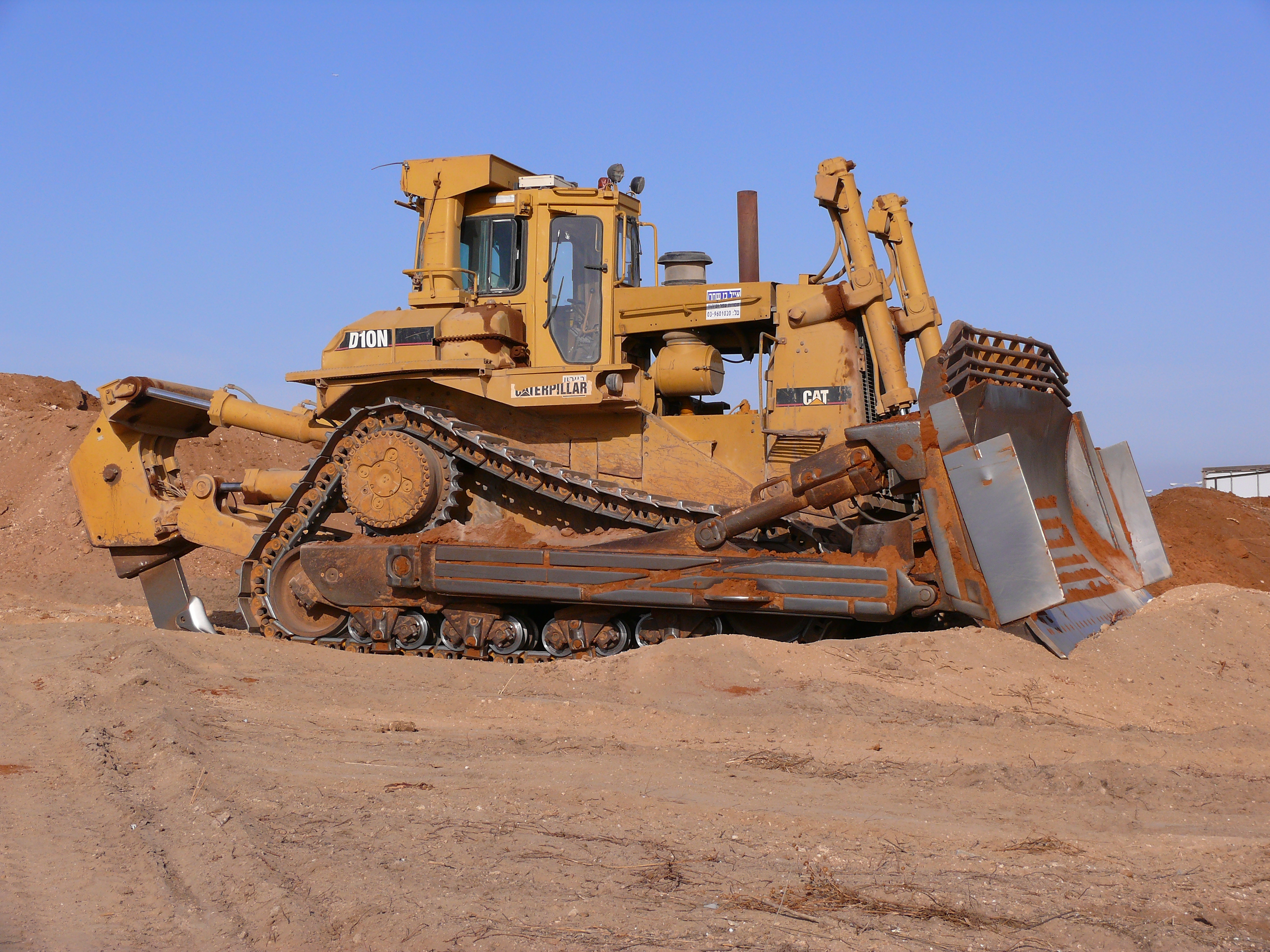
Un bulldozer Caterpillar D10N equipado con dientes arrancadores.

Un sistema de "dientes arrancadores" o "escarificador" consiste en un vástago largo, en forma de garra, que puede montarse individualmente o en múltiplos en la parte trasera de un bulldozer para aflojar materiales duros e impactados. Normalmente se prefiere un solo vástago para el desgarro pesado. El arrancador está equipado con un tungsteno reemplazable acero aleación reemplazable, denominada bota.
El arrancador no sólo puede aflojar la tierra (como el podzol hardpan) en aplicaciones agrícolas y de construcción, sino que también puede romper la roca o el pavimento en pequeños escombros fáciles de manejar. 
Una variante del arrancador/desgarrador es el destoconador un único pico que sobresale horizontalmente y que se utiliza para partir un tocón de árbol.

## Variantes

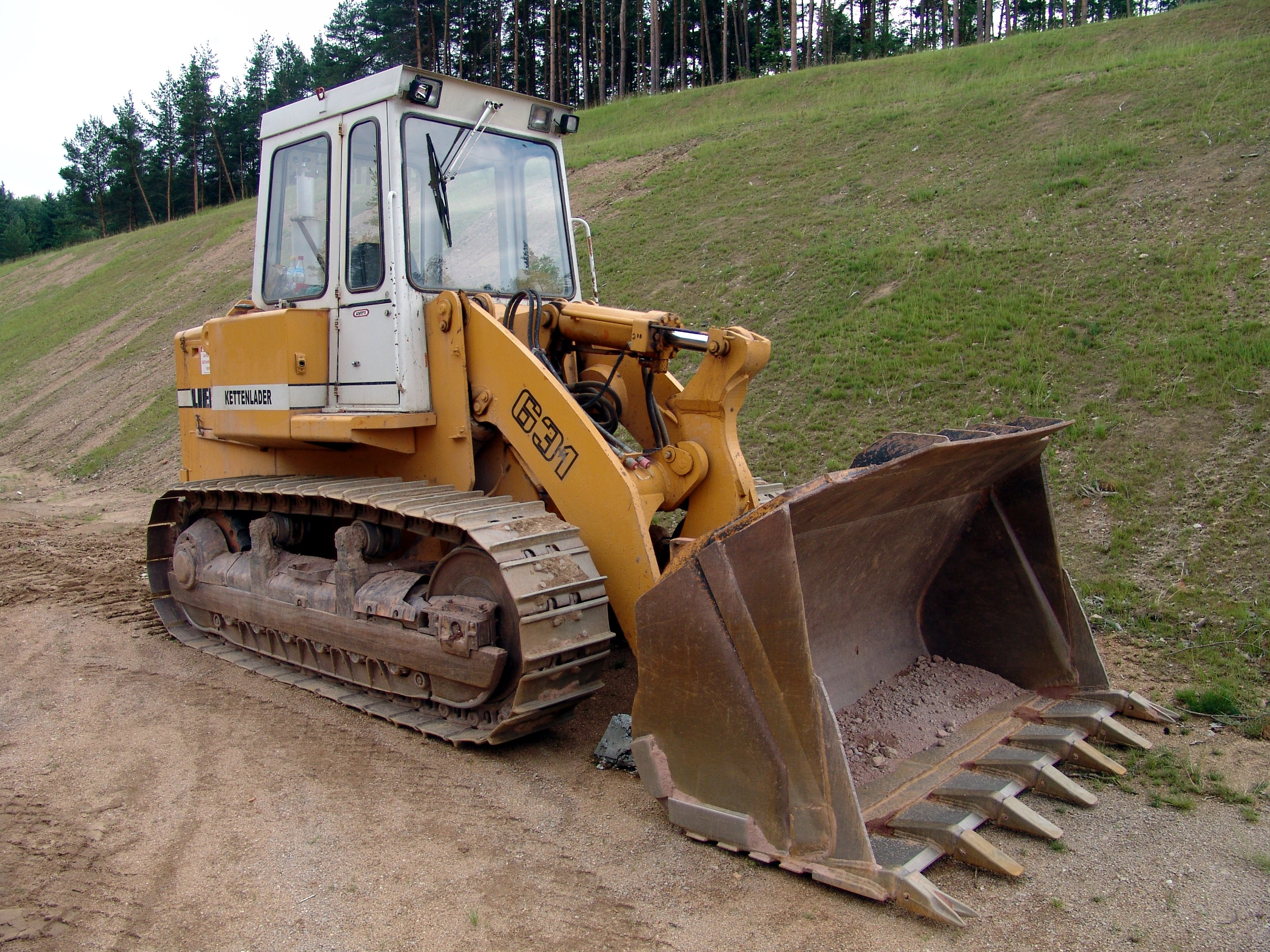
Un cargador sobre orugas está diseñado para transportar en lugar de empujar el material de tipo irregular

### Excavadoras blindadas

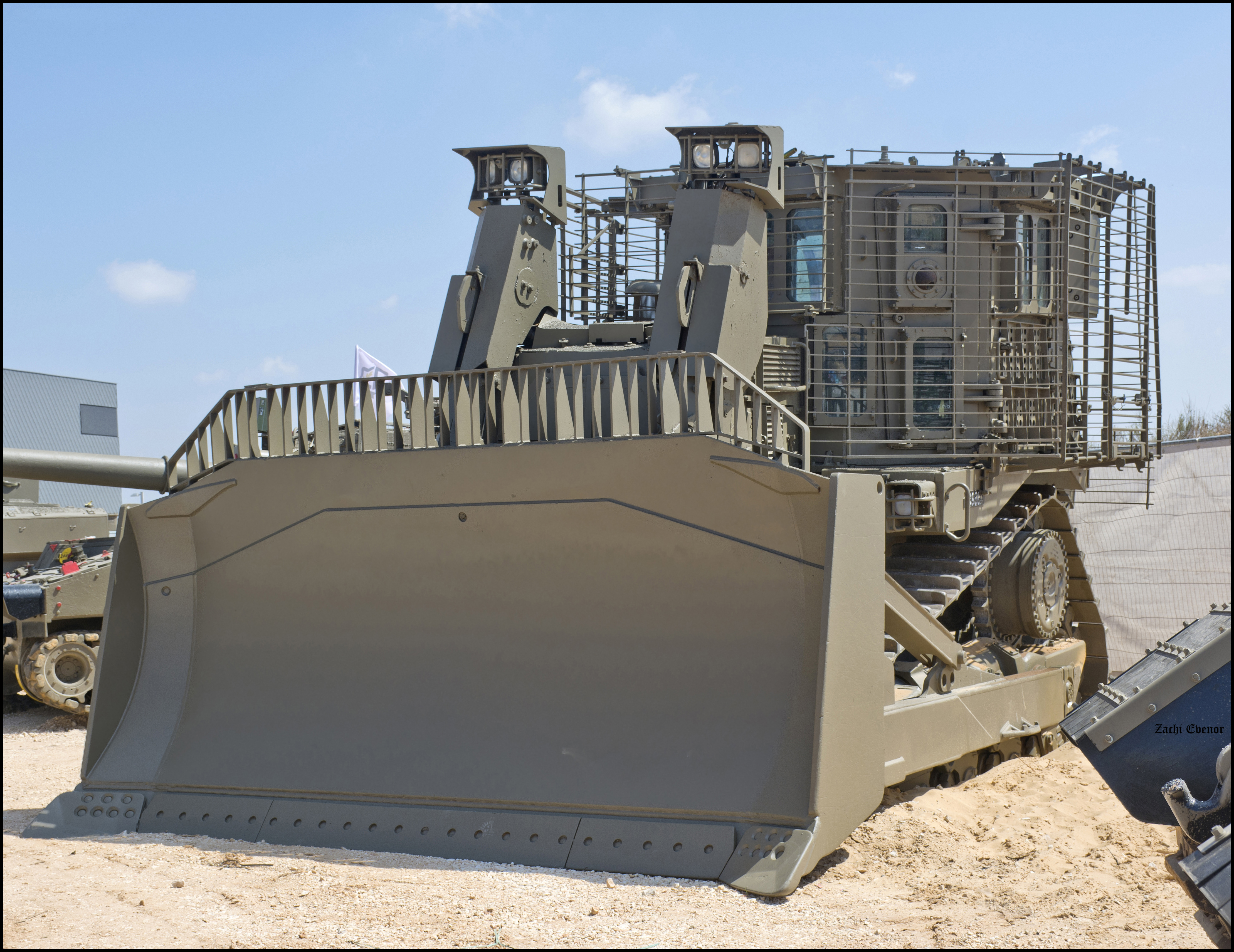
Una excavadora blindada IDF Caterpillar D9 utilizada por las Fuerzas de Defensa de Israel

Las excavadoras empleadas para tareas de ingeniería de combate a menudo están equipadas con armadura para proteger al conductor de armas de fuego y escombros, lo que permite que las excavadoras operen en zonas de combate. El uso más ampliamente documentado es el Caterpillar D9 militarizado de las Fuerzas de Defensa de Israel (FDI), para movimiento de tierras, limpieza de obstáculos del terreno, apertura de rutas y detonación de cargas explosivas. Las FDI utilizaron excavadoras blindadas ampliamente durante la Operación Arcoíris donde se utilizaron para desarraigar túneles de contrabando de la Franja de Gaza y destruir barrios residenciales, pozos y tuberías de agua y tierras agrícolas para expandir la zona colchón militar a lo largo de la Ruta de Filadelfia. Esto generó críticas contra el uso y los proveedores de excavadoras blindadas de organizaciones de derechos humanos como la coalición EWASH y Human Rights Watch, el último de los cuales instó a Caterpillar a cesar la venta de excavadoras a las FDI. Las autoridades israelíes consideraron necesario el uso de excavadoras para desmantelar los túneles de contrabando, destruir las casas utilizadas por los palestinos armados y ampliar la zona colchón.
Las doctrinas de ingeniería de algunas fuerzas diferencian entre un buldócer blindado de baja movilidad (LMAD) y un buldócer blindado de alta movilidad (HMAD). El LMAD depende de una plataforma para trasladarlo a su lugar de trabajo, mientras que el HMAD tiene un motor más robusto y un sistema de transmisión diseñado para brindarle movilidad en carretera con un alcance y una velocidad moderados. Los HMAD, sin embargo, normalmente carecen de las características completas de movilidad a campo traviesa de un tanque equipado con una hoja topadora o un vehículo blindado de transporte de personal.
Algunas excavadoras han sido blindadas por operadores civiles para evitar que los transeúntes o la policía interfieran con el trabajo realizado por la excavadora, como en el caso de huelgas o demolición de edificios. Esto también lo han hecho civiles con una disputa con las autoridades, como Marvin Heemeyer, quien equipó su excavadora Komatsu D355A con una armadura compuesta casera para luego demoler edificios gubernamentales.

### Buldócers a control remoto
En los últimos años, las innovaciones en la tecnología de la construcción han hecho realidad las excavadoras a control remoto. Ahora, la maquinaria pesada se puede controlar desde una distancia de hasta 1000 pies. Esto contribuye a la seguridad de los trabajadores en el lugar de trabajo, manteniéndolos a una distancia segura de trabajos potencialmente peligrosos.
El avance y la capacidad de controlar la maquinaria pesada desde lejos proporciona a los trabajadores el control suficiente sobre las excavadoras para realizar el trabajo. Aunque estas máquinas aún se encuentran en sus primeras etapas, muchas empresas de construcción las están utilizando con éxito.

## Fabricantes
Algunos de los principales fabricantes de estas máquinas son:
- Komatsu Limited
- John Deere
- International Harvester
- CAT
- Liebherr
- Fiat-Allis
- CASE

## Equipos auxiliares
Aparte de los trabajos realizados por la cuchilla, al buldócer se pueden añadir equipos que aumenten su versatilidad.
- Escarificador o ripper: Especie de reja, de arado, fijada fuertemente en la parte posterior que ejerce una acción de labrado para disgregar terrenos compactos y rocas semiduras.
- Stumper o Zanco : Pico corto que acopla en vez de la cuchilla utilizado para arranque de tocones o para romper capas aisladas de roca dura.
- Grúa lateral: Grúa con apoyo en un lateral del chasis, provisto de contrapeso y accionada por cabestrantes. Se apoya la cuchilla para aumentar la estabilidad.

## Usos
Los bulldozers son máquinas versátiles que permiten realizar diversos trabajos en sectores como la construcción, la minería y las fuerzas armadas.
Algunos de sus usos son:
- Roturación del terreno.
- Empuje de materiales y balones sueltos.
- Nivelación y recebo de pistas.
- Excavaciones en línea recta.
- Extendido de tierras por capa y compactación superficial.
- Rellenos.
- Formación de pilas o montones.
- Realización de terraplenes.
- Remolque de grandes cargas o de otras máquinas.

## Ventajas y desventajas de una bulldozer

### Ventajas
- Las orugas ayudan a evitar que las excavadoras se hundan al atravesar terrenos irregulares.
- El uso de una  bulldozer para quitar árboles es menos costoso que la tala manual.
- Las bulldozers son piezas de equipo fuertes y versátiles.
- Las bulldozers son más fáciles de operar que otras piezas de equipo.
- Están disponibles en una variedad de tamaños para adaptarse a las necesidades de diferentes proyectos.
- A menudo cuentan con cabinas cómodas para mejorar la seguridad y el control del operador.

### Desventajas
Las bulldozer no están diseñadas para la precisión. Por lo tanto, si necesita una máquina que pueda realizar una nivelación fina, probablemente querrá elegir una motoniveladora.
Otra desventaja de las bulldozers es que pueden afectar el medio ambiente. Pueden perturbar el suelo en terrenos inclinados y aumentar la erosión o destruir árboles. Por ejemplo, un estudio encontró que las bulldozers dañaron el 33 por ciento de los árboles en terrenos empinados durante la construcción de caminos forestales.
Además, las bulldozers son máquinas pesadas. Su peso compacta el suelo, lo que puede provocar problemas de riego en suelos poco profundos. Antes de elegir una bulldozer, considere el impacto y cómo esto puede afectar los objetivos de su proyecto a largo plazo.